# Daniel Tani
Daniel Michio Tani (Ridley Park, 1 februari 1961) is een voormalig Amerikaans ruimtevaarder. Tani zijn eerste ruimtevlucht was STS-108 met de spaceshuttle Endeavour en vond plaats op 5 december 2001. Tijdens de missie werd er materiaal en een nieuwe bemanning gebracht naar het Internationaal ruimtestation ISS.
Tani maakte deel uit van NASA Astronaut Group 16. Deze groep van 44 ruimtevaarders begon hun training in 1996 en had als bijnaam The Sardines.
In totaal heeft Tani twee ruimtevluchten op zijn naam staan; beide naar het Internationaal ruimtestation ISS. Tijdens zijn missies maakte hij zes ruimtewandelingen. In 2012 verliet hij NASA en ging hij als astronaut met pensioen. 